# Георги Мустакерски
Георги Василев Мустакерски е български офицер, полковник от генералщабното ведомство, офицер от Дирекцията за гражданска мобилизация (1942) и офицер от Щаба на войската (1944) през Втората световна война (1941 – 1945), командир на 5-а пехотна дунавска дивизия (1946).

## Биография
Георги Мустакерски е роден на 23 август 1897 г. в Орхание, Княжество България. През 1919 година завършва Военното на Негово Величество училище в 39-и випуск и на 1 януари е произведен в чин подпоручик. На 30 януари 1923 г. е произведен в чин поручик, а от 15 юни 1928 г. е капитан. Служи последователно в 42-ри пехотен полк, 16-и пехотен ловчански полк, 18-и пехотен етърски полк и 1-ви пехотен софийски полк. През 1929 г. е назначен за командир на рота от 10-и пехотен родопски полк., а в периода през 1930 и 1932 година е слушател във Военната академия, която завършва през 1932 година. През 1935 г. капитан Мустакерски е назначен за началник на учебната секция в Пехотната инспекция, на 6 май произведен в чин майор и по-късно отново същата година е уволнен от служба. През 1935 година издава историята на 9-и пехотен пловдивски полк. На 10 октомври 1938 г. е произведен в чин подполковник.
По време на Втората световна война (1941 – 1945) подполковник Георги Мустакерски служи в Дирекцията за гражданска мобилизация (1942), на 3 октомври 1942 е произведен в чин полковник, а от 1944 г. служи в Щаба на войската. През 1946 година е назначен за командир на 5-а пехотна дунавска дивизия. Същата година е уволнен от служба.

## Военни звания
- Подпоручик (1 януари 1919)
- Поручик (30 януари 1923)
- Капитан (15 юни 1928)
- Майор (6 май 1935)
- Подполковник (3 октомври 1938)
- Полковник (3 октомври 1942)

## Образование
- Военно на Негово Величество училище (до 1919)
- Военна академия (1930, 1932 – 1932)